# Crataegus integra
Crataegus integra là loài thực vật có hoa trong họ Hoa hồng. Loài này được (Nash) Beadle mô tả khoa học đầu tiên năm 1902.